# CFU Club Shield
El CFU Club Shield (antes conocido como CONCACAF Caribbean Club Shield) es un campeonato regional de clubes en que participan los clubes de los países miembros de la Unión Caribeña de Fútbol.
El campeón de la Concacaf Caribbean Club Shield, siempre y cuando cumpla con los requisitos de las Licencias de Clubes Regionales de Concacaf, tendrá la oportunidad de enfrentar al cuarto clasificado de la Copa Caribeña de Clubes Concacaf, en un partido de repechaje, para determinar el cuarto representante caribeño en la Liga Concacaf.
Con la expansión de la Liga de Campeones de la Concacaf a partir de la edición 2023-24, este torneo servirá como clasificación a la Copa Caribeña de la Concacaf, otorgando 2 cupos. Además ya no solo participarán equipos de ligas amateurs sino que irán los equipos de las ligas profesionales.

## Palmarés
| CONCACAF Caribbean Club Shield | CONCACAF Caribbean Club Shield | CONCACAF Caribbean Club Shield             | CONCACAF Caribbean Club Shield             | CONCACAF Caribbean Club Shield             | CONCACAF Caribbean Club Shield             | CONCACAF Caribbean Club Shield             | CONCACAF Caribbean Club Shield             |
| Año                            | Sede                           | Campeón                                    | Final Resultado                            | Subcampeón                                 | Tercer lugar                               | Resultado                                  | Cuarto lugar                               |
| ------------------------------ | ------------------------------ | ------------------------------------------ | ------------------------------------------ | ------------------------------------------ | ------------------------------------------ | ------------------------------------------ | ------------------------------------------ |
| 2018                           | República Dominicana           | Club Franciscain                           | 2:1                                        | Inter Moengotapoe                          | Real Rincon                                | 3:1                                        | Nacional                                   |
| 2019                           | Curazao                        | Robinhood                                  | 1:0                                        | Club Franciscain                           | y Weymouth Wales y Jong Holland            | y Weymouth Wales y Jong Holland            | y Weymouth Wales y Jong Holland            |
| 2020                           | Curazao                        | Cancelado debido a la Pandemia de COVID-19 | Cancelado debido a la Pandemia de COVID-19 | Cancelado debido a la Pandemia de COVID-19 | Cancelado debido a la Pandemia de COVID-19 | Cancelado debido a la Pandemia de COVID-19 | Cancelado debido a la Pandemia de COVID-19 |
| 2021                           | Curazao                        | Cancelado debido a la Pandemia de COVID-19 | Cancelado debido a la Pandemia de COVID-19 | Cancelado debido a la Pandemia de COVID-19 | Cancelado debido a la Pandemia de COVID-19 | Cancelado debido a la Pandemia de COVID-19 | Cancelado debido a la Pandemia de COVID-19 |
| 2022                           | Puerto Rico                    | Bayamón                                    | 2:1 (t. s.)                                | Inter Moengotapoe                          | Gosier                                     | 2:0                                        | Jong Holland                               |
| 2023                           | San Cristóbal y Nieves         | Robinhood                                  | 5:1                                        | Golden Lion                                | Sando                                      | 6:1                                        | Metropolitan                               |
| CFU Club Shield                |                                |                                            |                                            |                                            |                                            |                                            |                                            |
| 2024                           | Curazao                        | Arnett Gardens                             | 1:0                                        | Grenades                                   | Atlético Pantoja                           | 1:1 (9-8 pen.)                             | Dublanc                                    |
| 2025                           | Trinidad y Tobago              | Moca                                       | 3:2                                        | Weymouth Wales                             | Club Franciscain                           | 2:0                                        | Academy Eagles FC                          |

### Títulos por equipo
| Equipo            | Campeón        | Subcampeón     | Tercer lugar | Cuarto lugar |
| ----------------- | -------------- | -------------- | ------------ | ------------ |
| Robinhood         | 2 (2019, 2023) |                |              |              |
| Club Franciscain  | 1 (2018)       | 1 (2019)       | 1 (2025)     |              |
| Bayamón           | 1 (2022)       |                |              |              |
| Arnett Gardens    | 1 (2024)       |                |              |              |
| Moca              | 1 (2025)       |                |              |              |
| Inter Moengotapoe |                | 2 (2018, 2022) |              |              |
| Weymouth Wales    |                | 1 (2025)       | 1 (2019)     |              |
| Golden Lion       |                | 1 (2023)       |              |              |
| Grenades          |                | 1 (2024)       |              |              |
| Jong Holland      |                |                | 1 (2019)     | 1 (2022)     |
| Real Rincon       |                |                | 1 (2018)     |              |
| Gosier            |                |                | 1 (2022)     |              |
| Sando             |                |                | 1 (2023)     |              |
| Atlético Pantoja  |                |                | 1 (2024)     |              |
| Nacional          |                |                |              | 1 (2018)     |
| Metropolitan      |                |                |              | 1 (2023)     |
| Dublanc           |                |                |              | 1 (2024)     |
| Academy Eagles FC |                |                |              | 1 (2025)     |

### Títulos por país
| Equipo                | Campeón        | Subcampeón     | Tercer lugar | Cuarto lugar |
| --------------------- | -------------- | -------------- | ------------ | ------------ |
| Surinam               | 2 (2019, 2023) | 2 (2018, 2022) |              |              |
| Martinica             | 1 (2018)       | 2 (2019, 2023) | 1 (2025)     |              |
| República Dominicana  | 1 (2025)       |                | 1 (2024)     |              |
| Puerto Rico           | 1 (2022)       |                |              | 1 (2023)     |
| Jamaica               | 1 (2024)       |                |              |              |
| Barbados              |                | 1 (2025)       | 1 (2019)     |              |
| Antigua y Barbuda     |                | 1 (2024)       |              |              |
| Curazao               |                |                | 1 (2019)     | 1 (2022)     |
| Bonaire               |                |                | 1 (2018)     |              |
| Guadalupe             |                |                | 1 (2022)     |              |
| Trinidad y Tobago     |                |                | 1 (2023)     |              |
| Aruba                 |                |                |              | 1 (2018)     |
| Dominica              |                |                |              | 1 (2024)     |
| Islas Turcas y Caicos |                |                |              | 1 (2025)     |

## Goleadores
| Año  | Jugador           | Club              | Goles |
| ---- | ----------------- | ----------------- | ----- |
| 2018 | Stefano Rijssel   | Inter Moengotapoe | 6     |
| 2019 | Stefano Rijssel   | Robinhood         | 4     |
| 2022 | Kévin Parsemain   | Golden Lion       | 8     |
| 2023 | Shaquille Cairo   | Robinhood         | 10    |
| 2024 | Travist Joseph    | Dublanc           | 5     |
| 2025 | Andre Applewhaite | Weymouth Wales    | 5     |